# Wojciech Beuth
Wojciech Beuth (ur. 1 marca 1891 w Hrycowie, zm. wiosną 1940 w Charkowie) – major administracji (piechoty) Wojska Polskiego, działacz niepodległościowy, ofiara zbrodni katyńskiej.

## Życiorys
Urodził się 1 marca 1891 w Hrycowie, w ówczesnym powiecie zasławskim guberni wołyńskiej, w rodzinie Mirosława Józefa i Michaliny Anny z Rychłowskich. Absolwent Gimnazjum Filologicznego w Lublinie i Kijowskiej Szkoły Wojskowej. W latach 1915–1917 służył w armii rosyjskiej. Żołnierz Brygady Strzelców Polskich i I Korpusu Polskiego w Rosji.
Od 1918 w Wojsku Polskim, przydzielony do Dowództwa Okręgu Generalnego „Kielce”. 1 czerwca 1921 pełnił służbę w charakterze przedstawiciela Ministerstwa Spraw Wojskowych przy Powiatowej Komisji Nadawczej w Kowlu, a jego oddziałem macierzystym był 18 pułk piechoty w Skierniewicach. 3 maja 1922 został zweryfikowany w stopniu kapitana ze starszeństwem od 1 czerwca 1919 i 1306. lokatą w korpusie oficerów piechoty. Później został przeniesiony do 50 pułku piechoty w Kowlu i wyznaczony na stanowisko przedstawiciela MSWojsk. przy Powiatowej Komisji Nadawczej we Włodzimierzu. W 1924 został przeniesiony do 23 pułku piechoty we Włodzimierzu. W styczniu 1929 został przeniesiony do kadry oficerów piechoty z równoczesnym przeniesieniem służbowym do Dowództwa Okręgu Korpusu Nr II w Lublinie na stanowisko referenta. W marcu 1939 nadal pełnił służbę w DOK II na stanowisku kierownika referatu mobilizacji w Wydziale Mobilizacji i Uzupełnień Sztabu. Na stopień majora został awansowany ze starszeństwem z 19 marca 1939 i 3. lokatą w korpusie oficerów administracji (grupa administracyjna). Był to tzw. „awans emerytalny”, związany z przeniesieniem w stan spoczynku.
W nieznanych okolicznościach, po agresji ZSRR na Polskę (17 września 1939), dostał się do sowieckiej niewoli i został osadzony w obozie w Starobielsku. Wiosną 1940 został zamordowany przez funkcjonariuszy NKWD w Charkowie i pogrzebany w Piatichatkach. Od 17 czerwca 2000 spoczywa na Cmentarzu Ofiar Totalitaryzmu w Charkowie. Figuruje na tzw. liście Gajdideja (poz. 324).
5 października 2007 minister obrony narodowej Aleksander Szczygło mianował go pośmiertnie na stopień podpułkownika. Awans został ogłoszony 9 listopada 2007, w Warszawie, w trakcie uroczystości „Katyń Pamiętamy – Uczcijmy Pamięć Bohaterów”.

## Ordery i odznaczenia
- Krzyż Niepodległości – 17 września 1932 „za pracę w dziele odzyskania niepodległości”[18][19]
- Krzyż Walecznych dwukrotnie[20][1]
- Srebrny Krzyż Zasługi[1]
- Medal Pamiątkowy za Wojnę 1918–1921
- Medal Dziesięciolecia Odzyskanej Niepodległości